# Koum Quat

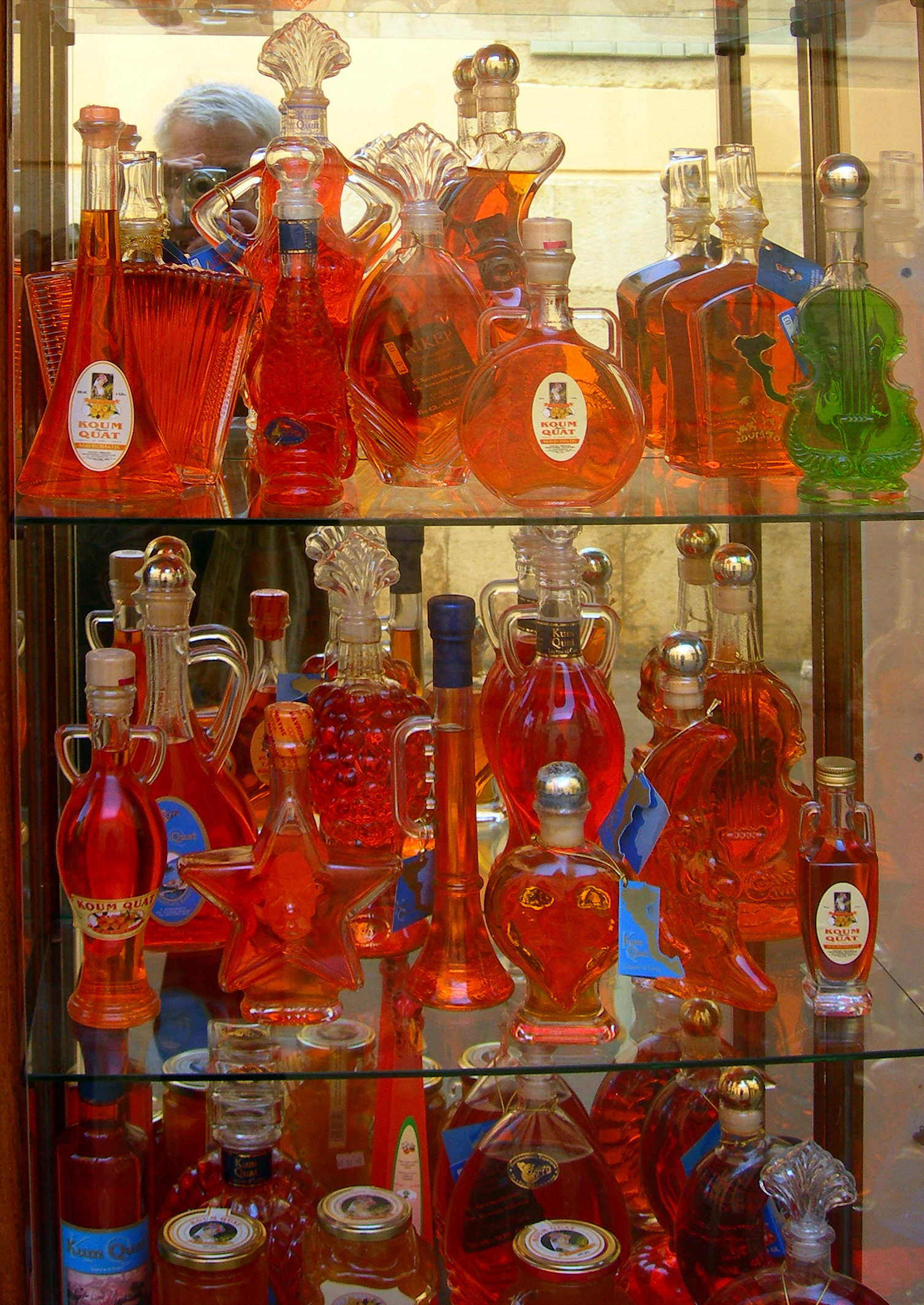

Koum Quat, Koum Kouat, Kumqouat, Corfu-likeur of Korfoe-likeur is een mierzoete, oranje likeur op basis van kumquat vruchten uit Corfu, Griekenland.

## Historische merken
- Mavromatis (1965)